# Ангел Стойчев
Ангел Стоянов Стойчев е български офицер, генерал-майор от Държавна сигурност.

## Биография
Роден е на 20 ноември 1946 г. в Батак. От 15 февруари 1975 г. е разузнавач III степен към Държавна сигурност. В периода 11 ноември 1977 – 2 октомври 1978 г. е разузнавач II степен. От 2 октомври 1978 до 5 февруари 1979 г. е инспектор IV степен. След това става началник на отделение до 1 юли 1981 г. Тогава изкарва 3-месечен курс в школата на КГБ в Москва. От 3 август 1981 г. е заместник-началник по Държавна сигурност в Районното управление на МВР-Кремиковци. От 29 декември 1983 г. става началник на Районното управление в Кремиковци. В периода 5 септември 1989 – 8 октомври 1990 г. е началник на VIII Общинско управление на МВР. От 8 октомври 1990 до 26 ноември 1991 г. е заместник-директор на Столичната дирекция на вътрешните работи и началник на управление оперативно. В периода 22 декември 1993 – 22 февруари 1995 г. е член на Съвета на директорите на „Сирбанк“ АД